# Nevo
Nevo (plural nevos, do latim nævus, plural nevi) é o termo médico que descreve uma lesão na pele popularmente conhecida como mancha, pinta ou sinal.
Em latim, o termo nævus significa marca de nascença. No entanto, em Dermatologia, o termo nevo é usado tanto para manchas congênitas (observadas no momento do nascimento) quanto para manchas adquiridas (observadas após o nascimento).
Os nevos são sempre benignos. Entretanto, cerca de 1/3 dos melanomas (um tipo de câncer de pele) são originários de um nevo preexistente.

## Classificação

### Nevos melanocíticos
É comum usar o termo nevo como sinônimo de Nevo Melanocítico que é formado por melanócitos.
- Nevo melanocítico congênito: é o nevo melanocítico presente ao nascimento ou nas primeiras semanas após o nascimento.
- Nevo melanocítico adquirido: é o nevo melanocítico surge após alguns meses de vida.
- Nevo displástico: é o nevo melanocítico adquirido que possui formações anormais semelhantes às encontradas no melanoma.

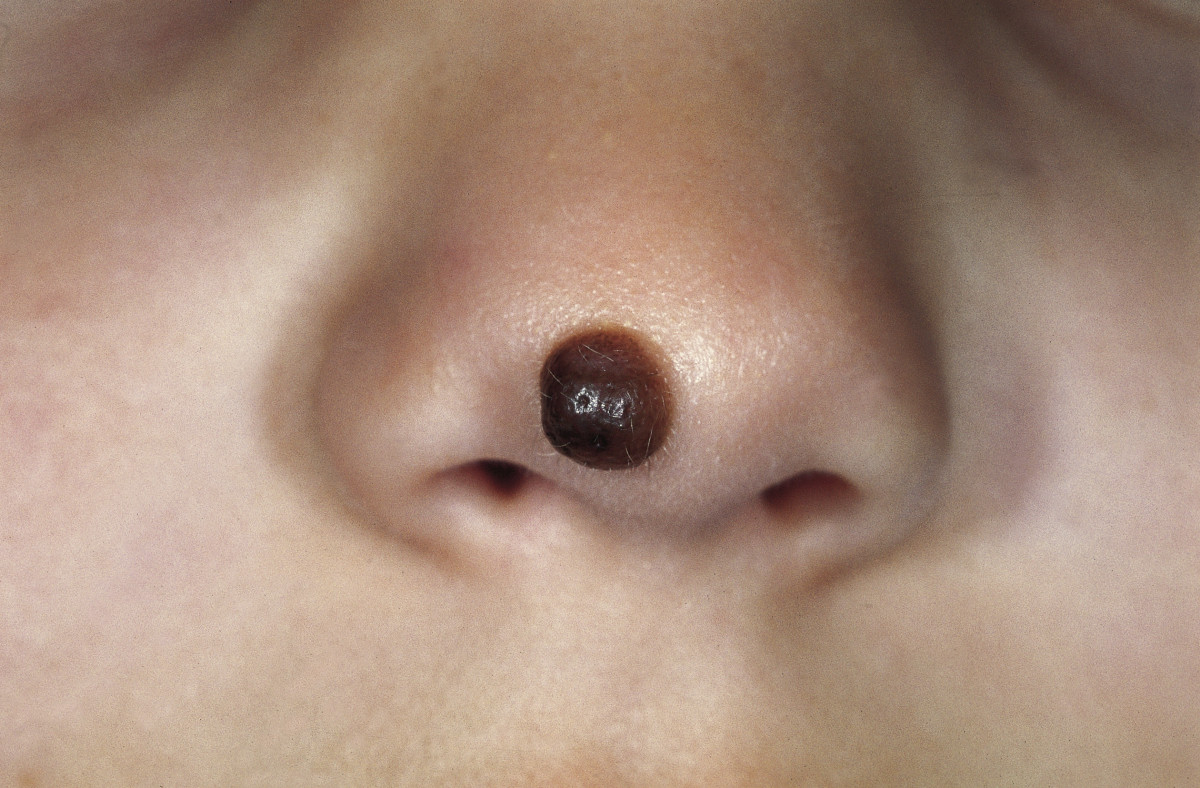
Nevo melanocítico

### Nevos vasculares
- Hemangioma